# Люк Томас (футболіст, 2001)
Люк Джонатан Томас (англ. Luke Jonathan Thomas, нар. 10 червня 2001) — англійський футболіст, захисник клубу Прем'єр-ліги «Лестер Сіті».

## Клубна кар'єра
Вихованець футбольної академії «Лестер Сіті». В основному складі дебютував 16 липня 2020 року в матчі Прем'єр-ліги проти «Шеффілд Юнайтед», віддавши гольову передачу на Айосе Переса. 11 травня 2021 року він забив свій перший гол у Прем'єр-лізі за «Лестер Сіті», в грі проти «Манчестер Юнайтед» (2:1), принісши перемогу своїй команді, яка стала першою на «Олд Траффорд» з 1998 року. За 4 дні Люк зіграв у фіналі кубка Англії і допоміг своїй команді обіграти «Челсі» (1:0) та вперше в історії виграти цей трофей.

## Кар'єра в збірній
Виступав за збірні Англії до 18, до 19 і до 20 років .

## Досягнення
- Володар Кубка Англії : 2020/21
- Володар Суперкубка Англії: 2021